# William Power (homme politique écossais)
Pour les articles homonymes, voir William Power et Power.
William Power (30 août 1873 - 13 juin 1951) est un écrivain, journaliste et homme politique écossais. Il est le chef du Parti national écossais de 1940 à 1942 et est président de la Convention écossaise entre 1942 et 1951.

## Jeunesse
William Power est né à Woodlands, Glasgow, l'aîné des cinq enfants de William Power, agent de commission et capitaine de navire. Il fréquente l'école Woodside à Glasgow, mais doit partir à l'âge de quatorze ans à la suite de la mort de son père à Gibraltar à cause de la fièvre, et trouve du travail comme employé de banque à la Royal Bank of Scotland,. Il continue à lire et à s'instruire, et contribue fréquemment par des essais et des articles aux journaux.

## Écrivain et éditeur
En 1907, après avoir travaillé comme employé de banque pendant vingt ans, Power rejoint le Glasgow Herald comme membre à temps plein de son équipe éditoriale et y reste pendant près de vingt ans comme rédacteur en chef,. Essayiste et critique considérable, Power est un partisan du mouvement littéraire de la Renaissance écossaise dans les années 1920. En 1926, il quitte le Glasgow Herald pour devenir rédacteur en chef du Scots Observer, un nouvel hebdomadaire soutenu par les églises écossaises. Cependant, le journal n'est pas un succès commercial et il démissionne de son poste de rédacteur en chef en 1929 pour travailler pour Associated Newspapers. Power est un membre fondateur du centre écossais de PEN International. Il est vice-président en 1930. Il est président du PEN écossais de 1935 à 1938. Il est également président de la Glasgow Esperanto Society et de la Scottish Ramblers' Federation,.

## Carrière politique
Le 12 mars 1940, à l'âge de 66 ans, Power est investi candidat du Parti national écossais (SNP) à l'élection partielle. Il obtient 37 % (7 308 voix), se classant deuxième derrière le Parti conservateur, enregistrant le plus grand pourcentage de voix pour une élection partielle du SNP à cette époque. Power succède à Andrew Dewar Gibb à la tête du SNP. Lors de la conférence annuelle du SNP en mai 1942, Power est battu de justesse (33 voix contre 29) par Douglas Young. Cela conduit MacCormick à convoquer une réunion de ses partisans, qui établit la Convention écossaise,.
Power est décédé à l'hôpital du comté de Clackmannan, à Alloa, en juin 1951, à l'âge de 77 ans. Il s'est marié en 1906 à Giulia Dick (1871-1922) et en 1924 à sa seconde épouse, Williamina Mills (1877-1946). Il n'a pas d'enfants de l'un ou l'autre mariage,.

## Publications
- The World Unvisited, 1922
- Robert Burns and other Essays and Sketches, 1926
- My Scotland, 1934
- Scotland and the Scots, 1934
- Literature and Oatmeal, 1935
- Should Auld Acquaintance … : an Autobiography, 1937[5]
- The Culture of the Scots: its Past and Future, 1943